# 李軼
李 軼（り いつ、? - 25年?）は、中国の新代の武将・政治家。字は季文。荊州南陽郡宛県（河南省南陽市宛城区）の人。後漢建国の功臣李通の従弟。更始帝の重臣李松及びその弟の李汎との関係は兄弟、従兄弟のいずれになるか不明。

## 事跡

### 反新活動と劉兄弟への裏切り
| 姓名           | 李軼                                                             |
| 時代           | 新代                                                             |
| 生没年         | 生年不詳 - 25年（更始3年）?                                      |
| 字・別号       | 季文                                                             |
| 本貫・出身地等 | 荊州南陽郡宛県                                                   |
| 職官           | 〔舂陵軍部将〕 →五威将軍 （または五威中郎将）〔更始〕            |
| 爵位・号等     | 舞陰王〔更始〕                                                   |
| 陣営・所属等   | 劉縯→更始帝                                                      |
| 家族・一族     | 一族：李通〔従兄〕 李松〔兄弟?、従兄弟?〕 李汎〔兄弟?、従兄弟?〕 |

李軼は、早くから従兄李通と共に反新の謀議を画策し、劉秀（光武帝）にも李通の指示で面会している。その後李軼は、劉秀と共に劉縯率いる舂陵軍に加わり、挙兵した。更始元年（23年）1月、李軼は劉秀と共に、沘水で新の前隊大夫（新制の南陽郡太守）甄阜・属正（新制の都尉）梁丘賜を撃破し、討ち取った。
同年2月、劉玄が更始帝として即位した後に、李軼は五威将軍（五威中郎将とも）に任命された。新の大軍が攻めてくると、王鳳・王常・劉秀らと共に昆陽城（潁川郡）に立て籠もる。そして、劉秀と共に僅か13騎で夜間に包囲を突破して援軍を呼び、新軍を撃破した（昆陽の戦い）。
以上のように劉秀の片腕として大活躍を演じた李軼だが、その一方で、更始帝に接近してこれに諂い、高位を得ていた。この様を見た劉秀は、「もはや李軼は、信じるに足る男ではありません」と劉縯を諌めたが、劉縯は笑って受け流す。果たして、5月末の宛攻略等で名声を高めた劉縯に危機感を抱き、李軼は大司馬朱鮪と謀って、劉縯とその部将の劉稷を誅殺した。

### 報復を受けての死
更始2年（24年）、李軼は舞陰王に封じられ、後に左大司馬朱鮪・廩丘王田立・白虎公陳僑・河南太守武勃と共に、30万の兵と号して洛陽に駐屯した。しかし洛陽駐屯の頃から、李軼と朱鮪は、更始帝に従わずに独自の行動をとるようになる。また李軼は、更始帝の勢威が衰えたのを見て、同じ頃に河北を統一して勢いを増す劉秀に降りたいと考え始めていた。
そこへ、劉秀の部将の馮異が手紙を送って李軼への籠絡工作を開始し、李軼もこれに応じた。間もなく、武勃が馮異の攻撃を受けたが、李軼はこれを見殺しにし、武勃は戦死する。これにより、馮異は李軼は信じるに足るとして、劉秀に奏上した。しかし、ここで劉秀は、故意に李軼の手紙を公開し、朱鮪に読ませる。怒った朱鮪は、李軼を殺害した。時期は、更始2年（24年）の末から更始3年（25年）の初頭と思われる。
なお、劉秀にとっては同じく兄の仇である朱鮪は、後に降伏を認められ、粛清されること無く優遇された。

## 関連記事
- 新末後漢初